# الفتاة المرحة (فلم)
الفتاة المرحة (بالإنجليزية: Funny Girl) هو فيلم رومانسي تم إنتاجه في الولايات المتحدة وصدر في سنة 1968. الفيلم من إخراج وليام يلر.

## طاقم التمثيل
- باربرا سترايساند
- عمر الشريف

### ترشيحات وجوائز
| السنة | الحدث | الفئة             | النتيجة |
| ----- | ----- | ----------------- | ------- |
|       |       | أوسكار أفضل ممثلة | فوز     |

## الميزانية والإيرادات
بلغت تكلفة إنتاج الفيلم حوالي 14.1 مليون دولار بينما حقق أرباحا تقدر بـ 58,500,000 دولار.

## وصلات خارجية
- مقالات تستعمل روابط فنية بلا صلة مع ويكي بيانات

1. ↑  "معلومات عن الفتاة المرحة (فيلم) على موقع themoviedb.org". themoviedb.org. مؤرشف من الأصل في 2014-09-13.
2. ↑  "معلومات عن الفتاة المرحة (فيلم) على موقع allcinema.net". allcinema.net. مؤرشف من الأصل في 2016-04-19.
3. ↑  "معلومات عن الفتاة المرحة (فيلم) على موقع the-numbers.com". the-numbers.com. مؤرشف من الأصل في 2017-11-01.